# Dibenzylether
Dibenzylether ist eine chemische Verbindung aus der Gruppe der aromatischen Ether.

## Vorkommen

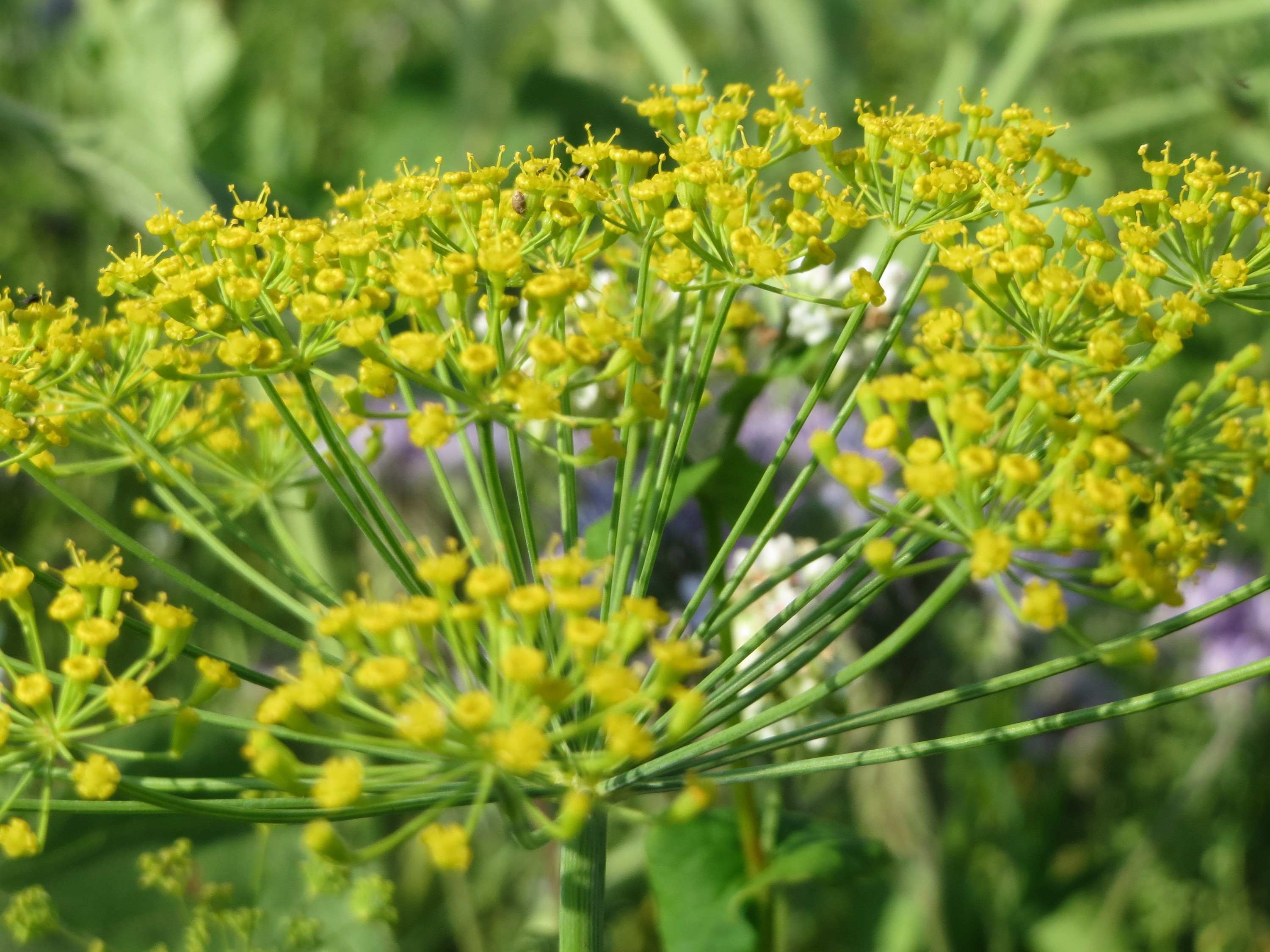

Natürlich kommt Dibenzylether in Dill (Anethum graveolens) vor.

## Gewinnung und Darstellung
Dibenzylether kann durch Reduktion von Benzaldehyd in Gegenwart von Dicobaltoctacarbonyl gewonnen werden. Er entsteht auch als Beiprodukt bei der Herstellung von Benzylalkohol durch Hydrolyse von Benzylchlorid.
Die Verbindung wurde bereits von Stanislao Cannizzaro durch Reaktion von Benzylalkohol mit Bortrioxid bei 120 °C dargestellt.

## Eigenschaften
Dibenzylether ist eine brennbare, schwer entzündbare farblose Flüssigkeit mit fruchtigem Geruch, die praktisch unlöslich in Wasser ist. Sie zersetzt sich bei Erhitzung. Bei längerer Lagerung an Luft tritt ebenfalls Zersetzung zu Benzaldehyd ein. Dibenzylether bildet erst bei erhöhter Temperatur entzündliche Dampf-Luft-Gemische. Die Verbindung hat einen Flammpunkt von 135 °C. Die Zündtemperatur beträgt 379 °C. Der Stoff fällt somit in die Temperaturklasse T2.

## Verwendung
Dibenzylether wird als Weichmacher für Nitrocellulose und als Lösungsmittel und Aromastoff in der Parfümerie verwendet.